# Phanoderma campbelli
Phanoderma campbelli is een rondwormensoort uit de familie van de Phanodermatidae. De wetenschappelijke naam van de soort is voor het eerst geldig gepubliceerd in 1927 door Allgén.